# Yogeeta Bali
Yogeeta Bali Chakraborty (Bombay, 13 augustus 1952) is een voormalig Indiaas actrice en filmproducent die voornamelijk in de Hindi filmindustrie actief was.

## Biografie
Bali is de dochter van acteur Jaswant en filmproducent Haridarshan Kaur, ook is ze het nichtje van actrice Geeta Bali en dus de nicht van acteur Aditya Raj Kapoor. Bali trouwde in 1976 met zanger Kishore Kumar en scheidde van hem in 1978. Ze trouwde toen met acteur Mithun Chakraborty in 1979. Ze hebben drie zonen: Mahaakshay, Ushmey, Namashi en een dochter Dishani. Mahaakshay speelde in de door haarzelf geproduceerde film Enemmy (2013). Namashi debuteert in 2022 in de film Bad Boy.

## Filmografie
| Jaar | Film                   | Rol                                             | Opmerking    |
| ---- | ---------------------- | ----------------------------------------------- | ------------ |
| 1967 | Chhoti Si Mulaqat      | jonge Roopa                                     |              |
| 1971 | Parwana                | Asha Varma                                      |              |
| 1971 | Ganga Tera Pani Amrit  | Manju                                           |              |
| 1971 | Memsaab                | Kiran                                           |              |
| 1971 | Mere Apne              | Urmi                                            |              |
| 1971 | Parde Ke Peechey       | Tara                                            |              |
| 1972 | Buniyaad               |                                                 |              |
| 1972 | Sazaa                  | Suman Verma                                     |              |
| 1972 | Zameen Aasmaan         | Roopa                                           |              |
| 1973 | Nirdosh                | Roopa                                           |              |
| 1973 | Jheel Ke Us Paar       | Jugnu                                           |              |
| 1973 | Banarasi Babu          | Gulabiya                                        |              |
| 1973 | Ek Mutthi Aasmaan      | Sarla                                           |              |
| 1973 | Gaddar                 | Reshma                                          |              |
| 1973 | Nafrat                 | Kiran                                           |              |
| 1973 | Samjhauta              | Shanno                                          |              |
| 1973 | Yauwan                 | Shashi                                          |              |
| 1974 | Kunwara Baap           | vrouw van Mahesh                                | gastoptreden |
| 1974 | Ajnabee                | Sonia                                           |              |
| 1974 | Apradhi                | Radha/ Makhan Singh/ Jaswant Kaur/ Balwant Kaur |              |
| 1974 | Sauda                  | Renu                                            |              |
| 1974 | Azad Mohabbat          |                                                 |              |
| 1974 | Charitraheen           | Kamla Mukherjee                                 |              |
| 1974 | Chowkidar              | Radha                                           |              |
| 1974 | Kisan Aur Bhagwan      | Laali                                           |              |
| 1974 | Ujala Hi Ujala         | Anuradha                                        |              |
| 1975 | Zindagi Aur Toofan     | Nalini/ Bhuri                                   |              |
| 1975 | Mrig Trishna           | Rajkumari Sandhya                               |              |
| 1976 | Mehbooba               | Jamuna Singh                                    | gastoptreden |
| 1976 | Khaan Dost             | Shanti Pandey                                   |              |
| 1976 | Nagin                  | Rita                                            |              |
| 1976 | Lagaam                 | Kesar                                           |              |
| 1976 | Sawa Lakh Se Ek Ladaun | Noora                                           |              |
| 1976 | Raees                  |                                                 |              |
| 1977 | Dil Aur Patthar        | Rohini                                          |              |
| 1977 | Daku Aur Mahatma       | Vandana                                         |              |
| 1977 | Chacha Bhatija         | Pinky                                           |              |
| 1977 | Dhoop Chhaon           | Dr. Manju Sinha                                 |              |
| 1978 | Bhakti Mein Shakti     | Dammo                                           |              |
| 1978 | Ek Baap Chhe Bete      | Shalu                                           |              |
| 1978 | Karmayogi              | Jyoti/ Juliet                                   |              |
| 1978 | Premi Gangaram         |                                                 |              |
| 1979 | Nauker                 | Qawwali zangeres                                | gastoptreden |
| 1979 | Aakhri Kasam           | Champa                                          |              |
| 1979 | Jaani Dushman          | Thakur's eerste vrouw                           |              |
| 1979 | Janata Havaldar        | Sunaina                                         |              |
| 1979 | Salaam Memsaab         | Sunita Sarit                                    |              |
| 1979 | Shabhash Daddy         |                                                 |              |
| 1980 | Oh Bewafa              | Radha                                           |              |
| 1980 | Unees-Bees             | Annu                                            |              |
| 1980 | Khwab                  | Maya                                            |              |
| 1980 | Pyaara Dushman         | Geeta                                           |              |
| 1981 | Kasam Bhawani Ki       | Durga                                           |              |
| 1981 | Zamaane Ko Dikhana Hai | Razia Khan                                      |              |
| 1981 | Biwi-O-Biwi            | Rina                                            |              |
| 1981 | Be-shaque              | Roopa                                           |              |
| 1982 | Baawri                 | Jwala                                           |              |
| 1983 | Karate                 | Aarti                                           |              |
| 1984 | Yeh Ishq Nahin Aasaan  | Phoolrani                                       |              |
| 1984 | Laila                  | Sunaina Dharamraj Singh                         |              |
| 1984 | Grahasthi              | Sudha                                           |              |
| 1984 | Raaj Tilak             | Najma                                           |              |
| 1984 | Waqt Ki Pukar          | vriendin van Raja                               |              |
| 1987 | Mera Karam Mera Dharam | Neela                                           |              |
| 1988 | Woh Mili Thi           | Millie                                          |              |
| 1989 | Aakhri Badla           | Leena Saigol                                    |              |
| 2013 | Enemmy                 |                                                 | producent    |
| 2013 | Lucky Man              |                                                 | producent    |